# Park Narodowy Marojejy
Park Narodowy Marojejy – park narodowy położony w północno-wschodniej części Madagaskaru, w regionie Boeny. Zajmuje powierzchnię 55 500 ha.
Park obejmuje górski obszar, który porasta pierwotny wilgotny las równikowy, w którym można spotkać wiele rzadkich ptaków, a także płazy. Położony jest na wysokości 75–2200 m n.p.m.
Obszar ten był chroniony od 1952 roku, jednak park narodowy utworzono dopiero w 1998 roku. Od 2007 roku park wpisany jest na listę światowego dziedzictwa UNESCO jako część lasów deszczowych Atsinanana.

## Położenie
Park położony jest w pobliżu wybrzeża Oceanu Indyjskiego. Jego południową oraz południowo-wschodnią granicę wyznacza droga Route nationale 3b oraz rzeka Lokoho, natomiast z północy jest ograniczony rzeką Androranga.

## Flora
W parku występuje 305 gatunków paprotników (między innymi gatunki rodzaju Cyathea), z których 6 jest endemicznych. Ponadto zinwentaryzowano tutaj ponad 50 gatunków palm (w tym takie gatunki jak Marojejya darianii, Marojejya insignis, Dypsis fasciculata, Dypsis marojejyi, Dypsis oreophila czy Dypsis pilulifera). Rosną one szczególnie obficie w lasach na małej wysokości, ale spotykane są okazy aż do szczytów górskich.

## Fauna
W parku zaobserwowano 115 gatunków ptaków, 11 gatunków małpiatek oraz 148 gatunków herpetofauny, z których 16 jest charakterystycznych dla wysokich gór. Można tu spotkać 33% gatunków gadów i płazów żyjących na Madagaskarze.
Można tu spotkać między innymi ptaka hełmodzioba (Euryceros prevostii), ssaka lemurokształtnego sifakę jedwabistą (Propithecus candidus), kameleona Brookesia karchei czy żabę Mantella laevigata.

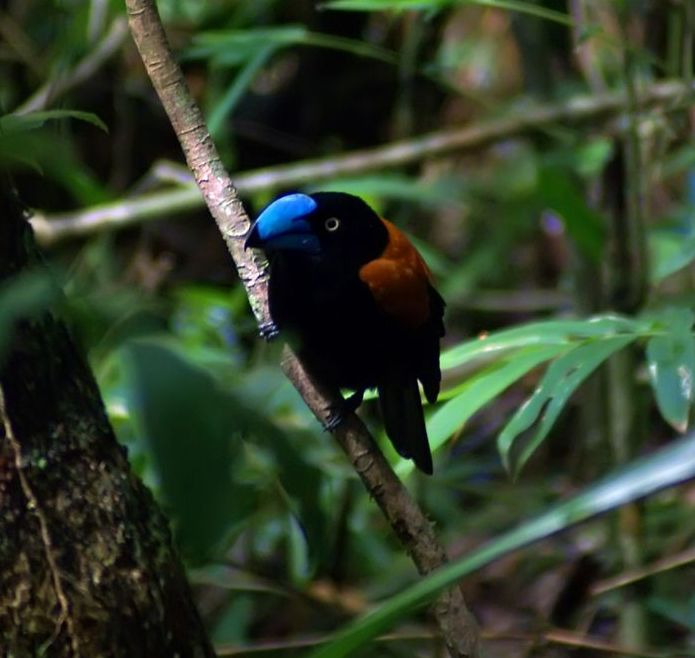
Hełmodziób
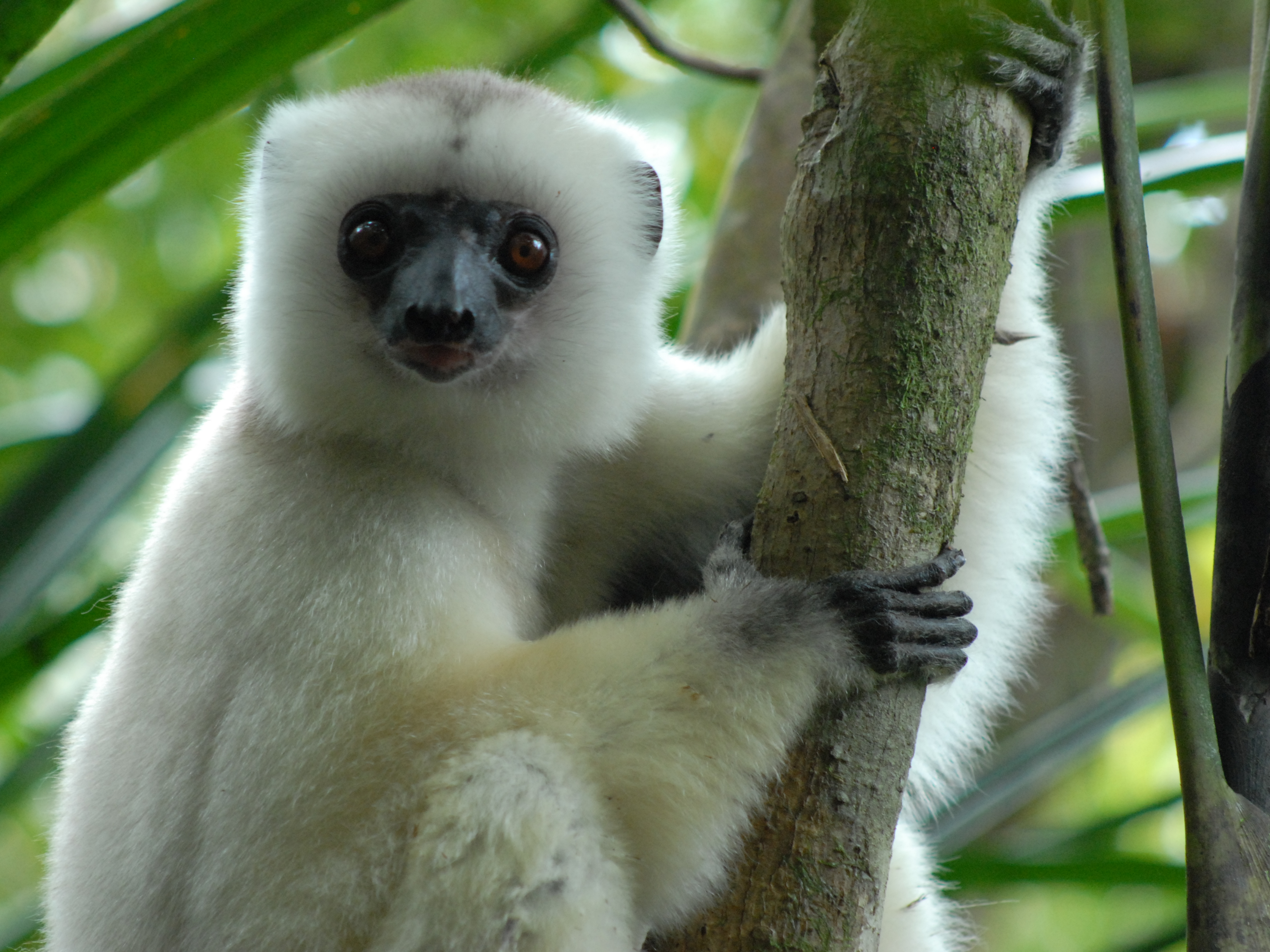
Sifaka jedwabista
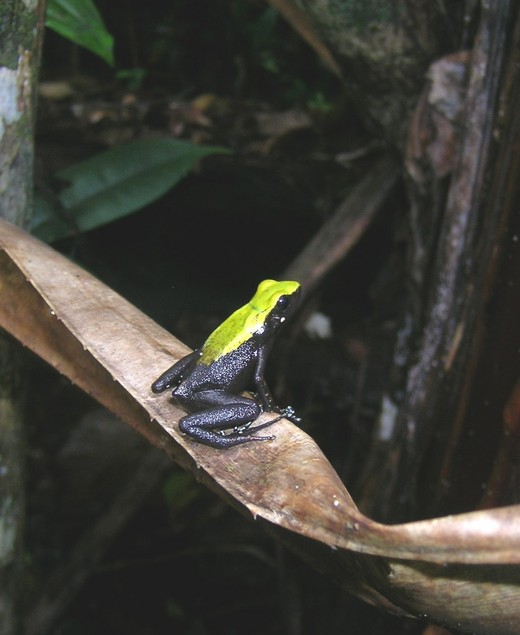
Mantella laevigata